# 吉田雅英
吉田 雅英（よしだ まさひで、1961年1月22日 - ）は、東京都北区出身の北海道文化放送（UHB）のアナウンサー。

## 略歴
中央学院高等学校、桜美林大学経済学部卒業後、1984年に群馬テレビ（GTV）へ入社。長年の夢だった競馬実況をやるため1988年に退社し、同年9月1日に北海道文化放送へ移籍。現在は報道制作局スポーツ部兼報道部アナウンサーとして活躍中。
『ともだっち』のキャラクターの一人である「たいち」の声を担当した。
東京時代からの北海道日本ハムファイターズファンで、「uhbのファイターズおやじ」を自称する。笑生十八番一門「笑生善良」の高座名でアマチュア落語家としても活動する。

## 現在の出演番組
- UHBニュース
- KEIBAプレミア（※中央競馬北海道シリーズ開催時）
- 笑道

## 過去の出演番組
- スポーツワイド Fの炎〜SPORT HOKKAIDO〜
- ドラマチック競馬（※中央競馬北海道シリーズ開催時、2003年・2004年は実況兼番組プロデューサーを務めていた）
- enjoy! Baseball（日本ハム戦）他スポーツ中継
- バタバタ・シバタ!（「今夜もヨシダ」コーナー担当 ヨシダマサヒデ名義）
- Bリーグ中継（リーグ制作の公式映像）

### 群馬テレビ時代
- レッツゴーカーバザール
- GTVニュース

## 主な実況歴
- 京都牝馬ステークス（2001年）
- 札幌スプリントステークス→函館スプリントステークス（1994年, 1996年 -2008年, 2014年, 2015年, 2017年- ）
- 函館3歳ステークス→函館2歳ステークス（1990年 - 1995年, 1997年 - 2000年, 2003年, 2007年）
- 函館記念（1990年, 1994年, 1996年 - 1999年, 2001年 - 2006年, 2008年 - 2010年, 2020年）
- セイユウ記念（1992年, 1993年）
- タマツバキ記念（1990年, 1991年）
- クイーンステークス（2000年 - 2005年, 2009年）
- 札幌記念（1993年 - 2013年, 2020年）
- キーンランドカップ（2006年, 2007年, 2009年）
- エルムステークス（1997年, 1998年, 2001年, 2004年）
- 札幌3歳ステークス→札幌2歳ステークス（1990年 - 1995年, 1998年 - 2000年）
- 福島記念（2005年, 2006年, 2016年）